# تحالف حارس الازدهار
تحالف حارس الازدهار هو تحالف بحري متعدد الجنسيات تقوده الولايات المتحدة يهدف لشن عملية عسكرية للرد على الهجمات التي تشنها القوات المسلحة اليمنية الموالية لأنصار الله الحوثيون على السفن الإسرائيلية والمملوكه لإسرائيليين والمتجهة إلى إسرائيل أو المرتبطة بها في جنوب البحر الأحمر وخليج عدن، أعلن عنه وزير الدفاع الأمريكي لويد أوستن في البحرين يوم 19 ديسمبر 2023 عقب زيارة قام بها إلى إسرائيل، وقال ان الحلف تشكل تحت مظلة القوات البحرية المشتركة وقيادة قوة المهام المشتركة 153 كرد على الهجمات التي تشنها القوات الموالية لحركة أنصار الله في اليمن ضد السفن المرتبطة بإسرائيل في البحرين: الأحمر والعربي بهدف وقف الحرب الفلسطينية الإسرائيلية في قطاع غزة ودخول احتياجات القطاع من الغذاء والدواء.

## ردود الفعل
- المكتب السياسي لحركة أنصار الله يصف تحالف حارس الازدهار بأنه "جزء لا يتجزأ من العدوان على الشعب الفلسطيني وغزة وعلى الأمة العربية والإسلامية" ويعتبره متناقضا مع القانون الدولي ويقول إنه لا يحمي الملاحة البحرية ويتهمه بعسكرة البحر الأحمر لصالح إسرائيل، ويؤكد أن عمليات الاعتراض للسفن الإسرائيلية والسفن المتوجهة إلى إسرائيل هي بهدف فك الحصار عن قطاع غزة.[3]
- عضو المجلس السياسي الأعلى (الرئاسة اليمنية، غير معترف به دوليا) محمد علي الحوثي يقول إن "أي دولة تتحرك ضدنا سيتم استهداف سفنها في البحر الأحمر".[4]
- هدد قائد حركة أنصار الله عبد الملك الحوثي الولايات المتحدة وقال "أي استهداف أمريكي لبلدنا سنستهدفه، وسنجعل البوارج والمصالح والملاحة الأمريكية هدفا لصواريخنا وطائراتنا المسيرة وعملياتنا العسكرية"، وأكد أن التهديدات الأمريكية لن تغير موقف الحركة وان تحالف حارس الازدهار هدفه حماية إسرائيل.[5]

## الدول المشاركة
أعلن وزير الدفاع الأمريكي عن التحالف في بدايته بتسع دول بقيادة الولايات المتحدة:
|    | الدولة           | القوة المشاركة                                 | تفاصيل |
| -- | ---------------- | ---------------------------------------------- | --- |
| 1  | الولايات المتحدة | فرقة العمل المشتركة 153.                       | يو إس إس لابون، يو إس إس كارني ويو إس إس ماسون. |
| 2  | المملكة المتحدة  | مدمرة واحدة                                    | المدمرة المدمرة إتش إم إس دايموند. |
| 3  | هولندا           | ضابطين.                                        | |
| 4  | البحرين          |                                                | |
| 5  | النرويج          | 10 ضباط.                                       | |
| 6  | الدنمارك         | - ضابط واحد. - الفرقاطة إيفر هويتفيلد          | الدنمارك تسحب فرقاطة تابعة لها مشاركة في تحالف حارس الازدهار من البحر الأحمر بعد تعرض أنظمة الأسلحة فيها لخلل إثر إصابة المدمرة في هجوم لطائرات مسيرة أطلقتها القوات المسلحة اليمنية الموالية لحركة أنصار الله في 9 مارس 2024.                                                                            |
| 7  | اليونان          | فرقاطة واحدة.                                  | |
| 8  | كندا             | 3 ضباط.                                        | |
| 9  | سيشل             |                                                | تقتصر مشاركتها على "تقديم المعلومات وتلقيها". |
| 10 | فرنسا            |                                                | أعلنت فرنسا دعم تأمين حرية الملاحة في البحر الأحمر والمناطق المحيطة به وقالت إن سفنها ستبقى تحت القيادة الفرنسية. |
| 11 | إيطاليا          |                                                | أعلنت إرسال الفرقاطة فسرجينيو فأسان إلى البحر الأحمر استجابة لمطالب ملاك السفن الإيطاليين ولحماية مصالحها في إطار عملياتها الحالية وأنها ليست جزءا من عمليات تحالف حارس الازدهار. |
| 12 | إسبانيا          |                                                | أعلنت إسبانيا إنها لن تشارك في عملية حارس الازدهار إلا بقرار من الاتحاد الأوروبي وحلف شمال الأطلسي. |
| 13 | سريلانكا         | سفينة حربية                                    | أعلنت سريلانكا مشاركتها في تحالف حارس الازدهار وقالت إنها ستنشر سفينة حربية في البحر الأحمر وبحر العرب وخليج عدن وممرات الشحن الدولية. |
| 14 | سنغافورة         | مشاركة في التخطيط وتبادل المعلومات، وممثل وطني | أعلنت سنغافورة مشاركتها في تحالف حارس الازدهار للتصدي لهجمات القوات اليمنية الموالية لحركة أنصار الله الحوثيين على السفن ولتأمين ممر الملاحة الدولي في البحر الأحمر وقالت وزارة الدفاع السنغافورية إنها لن تنشر سفن في البحر الأحمر وأنها ستشارك في التخطيط وتبادل المعلومات وستعين ممثلا لها في التحالف. |

## مواقف الدول والمنظمات
| الدولة / منظمة  | التاريخ        | الموقف |
| --------------- | -------------- | --- |
| حركة أنصار الله | 24 ديسمبر      | حملت الحركة الولايات المتحدة مسؤولية تهديد الملاحة الدولية بعسكرتها للبحر الأحمر هي وشركائه " الآتين إلى المنطقة دون وجه حق إلا لتوفير خدمة الأمان لسفن كيان العدو الإسرائيلي" |
| إسبانيا         | 23 ديسمبر 2023 | وزارة الدفاع الإسبانية تعلن عدم مشاركتها في تحالف حارس الازدهار بقيادة الولايات المتحدة الأمريكية لحماية حرية الملاحة الدولية في جنوب البحر الأحمر وخليج عدن. |
| اليونان         | 21 ديسمبر 2023 | أعلن وزير دفاع اليونان انضمام بلاده لتحالف حارس الازدهار وترسل فرقاطة إلى البحر الأحمر. |
| إيران           | 14 ديسمبر 2023 | حذر وزير الدفاع الإيراني الولايات المتحدة من تشكيل تحالف عسكري لمواجهة الهجمات التي تشنها القوات المسلحة اليمنية الموالية لحركة أنصار الله الحوثيين ضد السفن المرتبطة بإسرائيل وقال «إذا أرادوا ارتكاب مثل هذه الحماقة، فسوف يواجهون مشاكل هائلة.»، وقال «لا يمكن لأحد التحرك في منطقة اليد العليا فيها لإيران» |